# Guillermo Zapata
Guillermo Zapata, född 1928, är en friidrottare från Colombia. Han deltog vid olympiska sommarspelen 1956.